# 舞華
舞華（まいか、3月24日 - ）は、日本の女性プロレスラー。福岡県出身。スターダム所属。血液型A型。

## 所属
- JUST TAP OUT（2019年 - 2020年）
- スターダム（2020年 - ）

## 来歴
小学4年生から柔道を始め、高校は地元の福岡で有名なスポーツ強豪校に進学、卒業後も実業団で全国大会ベスト8に進出するなど活躍する。
実業団で柔道を続けて数年たったころ、TAKAみちのくにスカウトされる。当初は悩んでいたが、林下詩美のデビューを見て「先を越された」と感じ、2019年にJUST TAP OUTに入門。

### デビュー - JUST TAP OUT時代
2019年5月7日、後楽園ホールで行われた「タカタイチマニア2」における対下田美馬戦でデビュー。腕ひしぎ十字固めでタップアウト勝ちしデビュー戦を飾った。
1月14日、JTO後楽園ホール大会で林下詩美の持つフューチャー・オブ・スターダム王座に挑戦。これが自身初のタイトル戦となった。敗戦後にジュリアが現れ、自身の新ユニットに勧誘。
1月19日、スターダム後楽園ホール大会でジュリア、朱里と新ユニット「ドンナ・デル・モンド」を結成。以降、スターダムにレギュラー参戦するようになる。
2月8日、ドンナ・デル・モンド（ジュリア、朱里、舞華）組でアーティスト・オブ・スターダム王座に挑戦し、ジュリアがグロリアスドライバーでAZMをフォールし王座奪取。
7月17日、上谷沙弥、飯田沙耶との巴戦を制し、林下の返上で空位となっていたフューチャー・オブ・スターダム王座を獲得し二冠王者となる。
7月26日、7月末日をもってJTOを退団することを発表。

### スターダム時代

#### ドンナ・デル・モンド時代

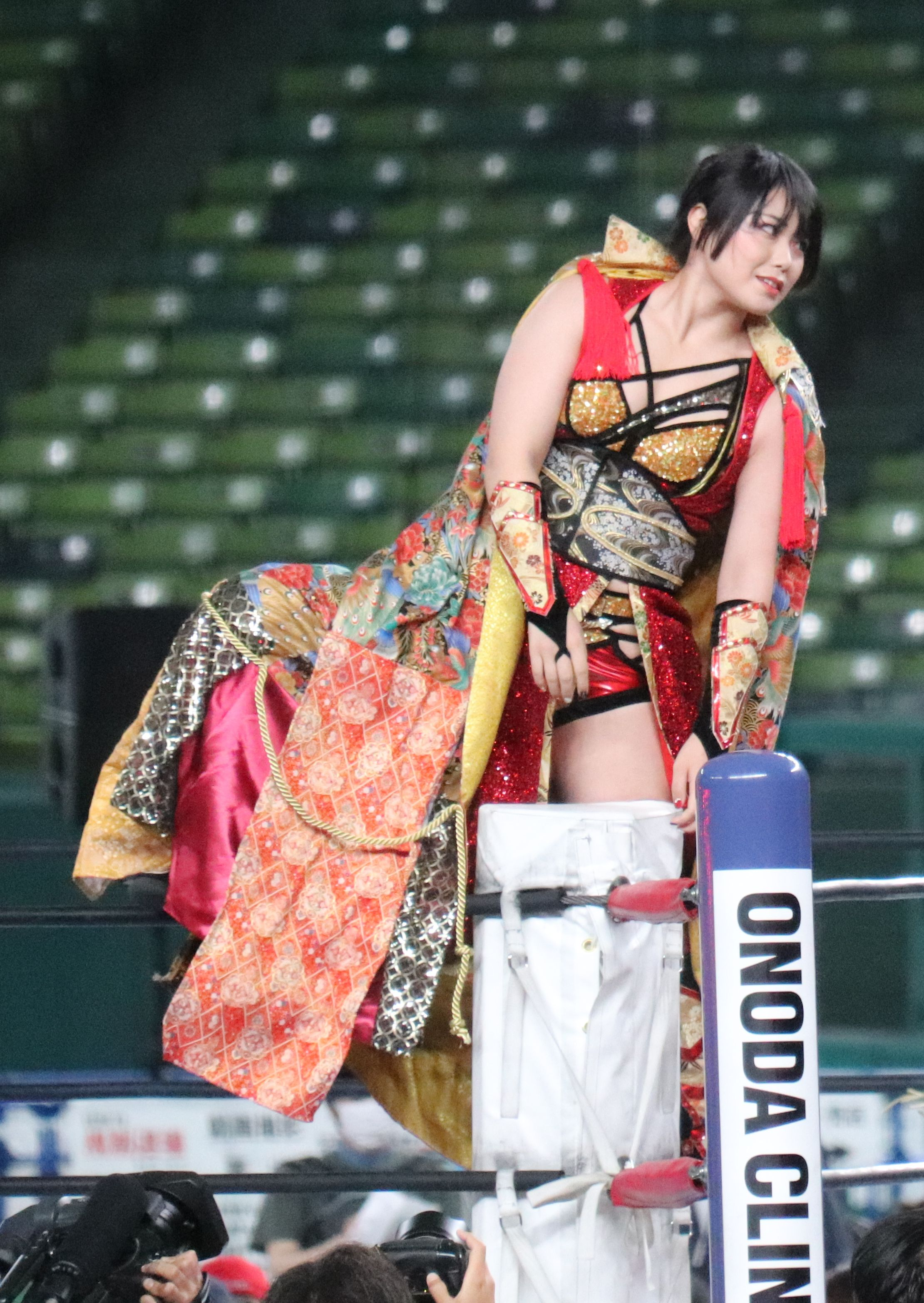
2021年9月

8月1日、かねてより参戦していたスターダムに正式入団。
10月29日、上谷の挑戦を退けフューチャー・オブ・スターダム王座初防衛。
2021年1月17日、後楽園ホール大会でワールド・オブ・スターダム王座の林下に挑戦するも敗れる。
2月14日、ひめかとのタッグの「舞ひめ」で小波&ビー・プレストリー組に勝利し、ゴッデス・オブ・スターダム王座を戴冠する。しかし、4月4日、朱里&ジュリア組に敗れ、ゴッデス王座を失う。
10月3日、ひめか、なつぽいとのトリオ「舞ひめぽい」でアーティスト王座に挑戦し、勝利。王座を戴冠した。
2022年4月23日、COSMIC ANGELSとのアーティスト王座戦で引き分けたことで、最多防衛記録タイ記録となる7度目の防衛を果たす。
5月28日、大江戸隊（鹿島沙希&渡辺桃&スターライト・キッド組）に敗れ、アーティスト王座を失う。その後、7月9日になつぽいがDDMを離脱してコズエンに加入したため、「舞ひめぽい」は解散した。
11月20日、「Historic X-over」にてミックスドタッグマッチとして後藤洋央紀と組んで林下詩美&棚橋弘至組と対戦する。試合中、体重100キロ超の棚橋をバックドロップで投げ飛ばすシーンがあり、会場がどよめいた。なお、試合は詩美のハイジャックボムの前に敗れた。
2023年2月、タッグパートナーのひめかが引退を発表。4月23日の「ALLSTAR GRAND QUEENDOM 2023」にてひめかとの対戦が実現し、「愛してるよ」の一言と共にみちのくドライバーⅡを放ち勝利した。
この年の夏に行われた、「STARDOM 5★STAR GP 2023」では決勝に進出するも鈴季すずに敗北し準優勝。「GODDESSES OF STARDOM」に新タッグパートナーのメーガン・ベーンと組んで出場。決勝でCrazy Star（鈴季すず＆星来芽依）を破り優勝。両リーグ戦で好成績を納めた。
12月29日、両国国技館で開催された「STARDOM DREAM QUEENDOM 2023」で鈴季すずと空位のワールド・オブ・スターダム王座を争い、みちのくドライバーIIを決めて勝利。悲願の“赤いベルト”を初戴冠した。

#### E neXus V 結成 -
2024年1月4日、TOKYO DOME CITY HALL「イッテンヨン・スターダムゲート」で、Donna del Mondoは解散したことで、ユニット無所属となった。
1月20日、『STARDOM AWARD 2023 in Takadanobaba Day.1』東京都・ベルサール高田馬場大会にて、元Donna del Mondoの舞華、Club Venusの白川未奈と月山和香、無所属だったHANAKOと再来日したジーナ5人の新ユニットを結成。その後、1月27日『NEW YEAR STARS 2024 in SENDAI』宮城県・仙台PIT大会にて、ユニット名を「E neXus V」とすることを発表。共同リーダーに就任。
2月4日、「Supreme Fight 2024」大阪大会にて、上谷沙弥にワールド・オブ・スターダム王座初防衛。3月20日、愛知・名古屋国際会議場大会で林下詩美にワールド王座2度目の防衛。
3月30日、「STARDOM in SENDAI 2024」宮城県・仙台PIT大会にて、白川未奈、ジーナとのトリオでアーティスト・オブ・スターダム王座を獲得。
4月4日、「American Dream 2024」アメリカ・2300アリーナにて、メーガン・ベインにワールド王座3度目の防衛。
4月27日、「ALLSTAR GRAND QUEENDOM 2024」横浜BUNTAI大会にてワールド王座史上初の3本勝負が行われ、渡辺桃に4度目の防衛。6月22日、代々木第二体育館大会にて同門のジーナにワールド王座5度目の防衛。7月16日には古巣JTOにて稲葉ともかとワールド王座を賭け対戦し、勝利。6度目の防衛に成功した。
7月28日、「Sapporo World Rendezvous」北海道・シャトレーゼ ガトーキングダム サッポロ大会で上谷の裏切りに遭って刀羅ナツコに敗れ王座陥落。
「5★STAR GP 2024」では、ショートカットにイメージチェンジ。決勝戦で上谷に勝利し大会史上初の全勝優勝の快挙を達成。しかし、ワールド王座戦ではリーグ戦全敗の王者中野たむ相手に敗れ、王座獲得に失敗。
2025年4月2日、後楽園ホール大会でスターダム退団とAEW入団を発表した「E neXus V」の副リーダー・白川未奈と最後のシングルマッチが実現。試合後は感動の抱擁を交わした。
4月28日に行われた会見にて、肘内側側副靭帯再建手術のために5月6日福岡大会を最後に半年～1年間の長期欠場をする意向を公表。

## 得意技

### フィニッシュ・ホールド
片羽固め
ロック・ボトム
炎舞号砲
変形サイドバスター。
炎華落とし
サイドバスターの体勢からオクラホマスタンピートの形で自身の右肩に相手を担ぎ上げて、自ら、助走着けてからジャンプと同時に相手の体を反転させ、自らも体勢を入れ替えなが全体量を相手に浴びせて背中からマットに叩きつける変形サイドバスター。
みちのくドライバーII
2021年3月3日の日本武道館大会で初披露。TAKAみちのく直伝。
TAKAみちのくが直接この技を指導したのは、実は舞華が初めてのことだった。

### 打撃技
エルボー
バックエルボー
逆水平チョップ
クローズライン
ローリング・ラリアット
ドロップキック

### 投げ技

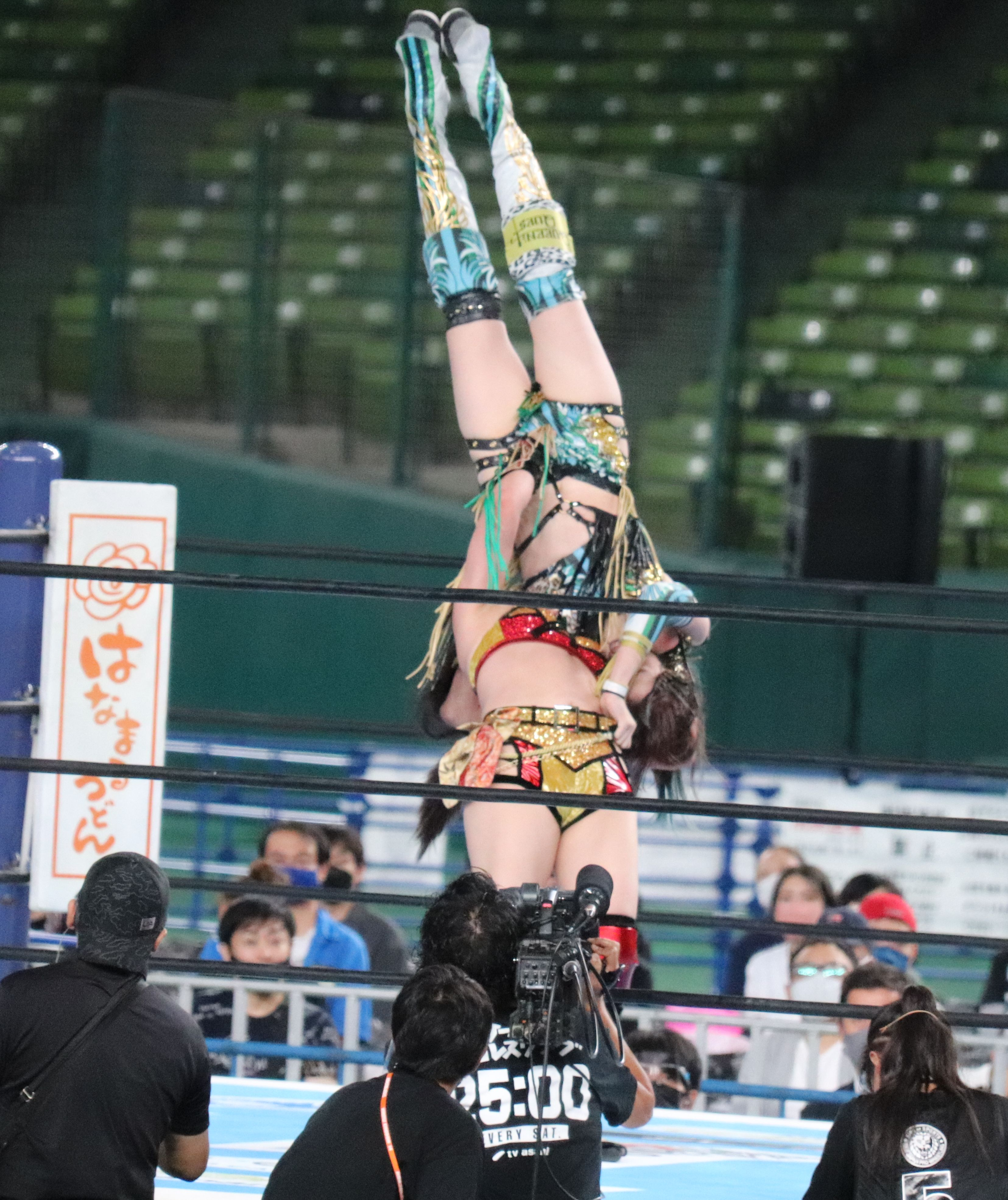
ブレーンバスター

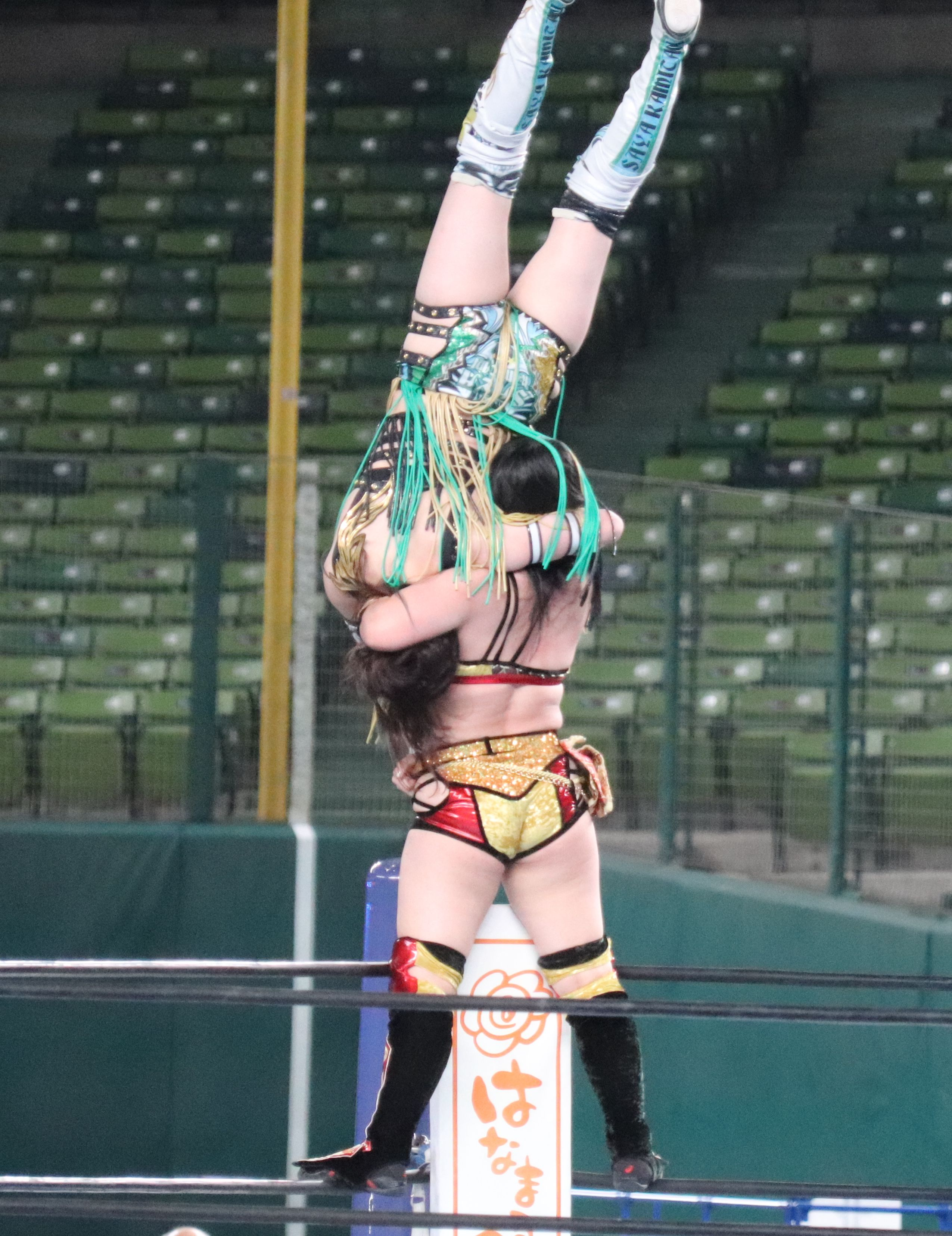
雪崩式ブレーンバスター
スターダム移籍後から使用。
反り投げるのではなく長滞空で放つ。
この技からクラッチを解かずロコモーション式にブレーンバスターを連発することもある。
山茶華（さざんか）
正面から相手の両腕を交差させた状態で右足を刈り上げて背中からマットに叩きつけるクロスアーム式の変形大外刈り。
公式には「舞華カッター」と記載されていたがフューチャー・オブ・スターダム王座獲得を機に「山茶華（さざんか）」に改名。
小川直也のSTOに酷似しているが舞華の場合は大きく振りかぶるように相手の足を刈るのが特徴。
一本背負い
払い腰

### 関節技
腕ひしぎ十字固め

## タイトル歴
スターダム
- 第3代フューチャー・オブ・スターダム王座
- 第17代ワールド・オブ・スターダム王座
- 第20代ゴッデス・オブ・スターダム王座
  - w / ひめか
- 第23、26、32代アーティスト・オブ・スターダム王座
  - w / ジュリア＆朱里
  - w / なつぽい＆ひめか
  - w / 白川未奈&ジーナ
- 2024年STARDOM 5★STAR GP優勝
- 2023年GODDESSES OF STARDOM優勝
  - w / メーガン・ベーン

## 入場テーマ曲
花宴
華舞う刹那（現在使用中）

## 出演

### テレビ番組
- うわっ!ダマされた大賞（2024年12月8日、日本テレビ系列）
- THE 夜もヒッパレ!「復活!見たい聴きたい歌いたい曲TOP10」（2025年5月24日、日本テレビ）[24]